# Gotham (serie de televisión)
Gotham es una serie de televisión estadounidense creada por Bruno Heller y basada en los primeros pasos de varios personajes de las publicaciones DC Comics, especialmente James Gordon y Bruce Wayne, creados por Bob Kane y Bill Finger e interpretados por Ben McKenzie y David Mazouz, respectivamente. Heller hace las veces de productor ejecutivo junto con Danny Cannon, que dirigió el piloto. La serie fue encargada el 5 de mayo de 2014 y tuvo su estreno en España el 20 de septiembre del mismo año y dos días después en Hispanoamérica en la cadena Warner.
En su concepción inicial, la serie sirve para presentar los primeros días de Gordon en el Departamento de Policía de la ciudad de Gotham. Además, se incluyó el personaje de un joven Bruce Wayne, así como también se cuentan las historias del origen de varios villanos famosos, entre ellos el Pingüino, El Espantapájaros, Sr. Frío, Catwoman, Dos Caras, El Sombrerero Loco, Clayface, Hiedra Venenosa, Enigma y el Joker.
La segunda temporada comenzó el 21 de septiembre del 2015. Y aunque en ella tampoco aparece Batman, sí lo hacen nuevos villanos como Clayface (Cara de Barro) y Sr. Frío.
El 16 de marzo de 2016 se anunció la renovación de la serie para una tercera temporada. Fueron confirmados como villanos El Sombrerero Loco y La Corte de los Búhos. La tercera temporada comenzó el 19 de septiembre del mismo año.  
El 11 de mayo de 2017, la cadena FOX anunció la renovación de la serie para una cuarta temporada. La fecha de estreno, 28 de septiembre del 2017, se dio a conocer en la Comic Con de San Diego, al lado de ciertas novedades sobre la trama que comprenden los primeros pasos de los jóvenes Bruce Wayne y Selina Kyle como Batman y Catwoman, respectivamente, y el fichaje de la actriz Crystal Reed en el papel de Sofía Falcone, hija del capo de la mafia Carmine Falcone.
El 12 de marzo de 2018, Gary Newman, presidente de FOX Television Group, anunció que la renovación para una quinta temporada era casi un hecho, y que solo dependería de una cuestión de programación. El 17 de abril de 2018, Danny Cannon, el productor ejecutivo de la serie, anunció que el final de la cuarta temporada cambiará la dinámica de la serie para la quinta temporada, confirmando la intención de la producción para un quinto año. Oficialmente, el 14 de mayo de 2018, la cadena FOX anunció la renovación de la serie para una quinta y última temporada que cerraría la historia de orígenes planteado en Gotham.

## Argumento

### Primera temporada
James Gordon, un nuevo recluta en el Departamento de Policía de Gotham City, es emparejado con Harvey Bullock para resolver el asesinato de los multimillonarios Thomas y Martha Wayne, padres de un adolescente Bruce Wayne, quien está destinado a convertirse en el futuro caballero oscuro de Gotham, Batman. Mientras tanto, surgen varios conflictos en el bajo mundo criminal cuando la cabeza del crimen organizado de Gotham, Carmine Falcone, anuncia que planea retirarse y entra en rivalidad con el resto de mafias de la ciudad: la familia criminal Maroni, liderada por Salvatore Maroni; y la mafia Mooney, liderada por Fish Mooney.

### Segunda temporada
En la primera parte, el Pingüino controla los bajos fondos de Gotham tras ganar la guerra de mafias, pero llegan a la ciudad Theo Galavan y su hermana Tabitha para tomar el control y vengarse de los Wayne, quienes desterraron a su familia hace doscientos años. 
En la segunda parte, después de que Galavan sea asesinado, el profesor Hugo Strange y su asistente Ethel Peabody conducen una serie de extraños experimentos en Indian Hill, un centro de investigación que se especializa en experimentos con seres humanos.

### Tercera temporada
En la primera parte, seis meses después, Gordon se convierte en un cazarrecompensas y trabaja para encontrar a los experimentos que escaparon de Indian Hill, especialmente a Fish Mooney, a la cual han revivido. Además, llega a la ciudad el hipnotizador Jervis Tetch (Mad Hatter) para buscar a su hermana Alice, la cual tiene una sangre venenosa capaz de enloquecer a las personas. 
En la segunda parte, Dwight Pollard, un exempleado de Indian Hill que dirige un grupo de fanáticos seguidores de Jerome, revive a Jerome Valeska (Joker), quien continúa su venganza contra la ciudad y su propósito de matar a Bruce Wayne. 
En la tercera parte, tras el caos causado por Jerome Valeska en la ciudad, Gordon debe lidiar con La Corte de los Búhos, una organización secreta que ha controlado Gotham durante siglos y ahora planea destruir la ciudad. 

### Cuarta temporada
En la primera parte, el crimen en Gotham ha sido controlado gracias al Pingüino y su campaña "Pax Pengüina", una ley que establece licencias a los criminales para que puedan ejercer sus crímenes. Todo parece estar bajo control; sin embargo, Jim Gordon acude a Carmine Falcone en busca de ayuda para derrotar al Pingüino y llega a la ciudad su hija Sofía con la intención de reconstruir el imperio de su familia.   
En la segunda parte, Jerome Valeska, Jervis Tetch y Jonathan Crane (Scarecrow) provocan una fuga masiva en Arkham, y junto con Víctor Fries (Mr. Freeze), Bridgit Pike (Luciérnaga), el Pingüino y Solomon Grundy forman un equipo de supervillanos conocido como "La Legión de los Horribles" con la intención de hundir a Gotham en la anarquía. Además, Ivy Pepper (Poison Ivy) obtiene poderes tras tomar drogas de un boticario y comienza e echar raíces en Gotham.     

### Quinta temporada
Tras un cataclismo organizado conjuntamente por Ra's al Ghul y Jeremiah, el gobierno de Estados Unidos ordena la evacuación y declara a Gotham en cuarentena, quedando la ciudad completamente aislada del continente y al borde de la anarquía total. El DPCG debe mantener la seguridad de los ciudadanos refugiados que sobrevivieron al ataque contra la ciudad, misión que se va volviendo más y más complicada a medida que más villanos y pandillas comienzan a resurgir y a reclamar varios territorios.

## Elenco
| Ben McKenzie                  | Jim Gordon                     | Principal  | Principal  | Principal  | Principal  | Principal  |           |           |           |           |
| Donal Logue                   | Harvey Bullock                 | Principal  | Principal  | Principal  | Principal  | Principal  |           |           |           |           |
| David Mazouz                  | Bruce Wayne                    | Principal  | Principal  | Principal  | Principal  | Principal  |           |           |           |           |
| Cameron Monaghan              | Jerome Valeska                 | Invitado   | Recurrente | Recurrente | Principal  |            |           |           |           |           |
| Cameron Monaghan              | Jeremiah Valeska               |            |            |            | Recurrente | Principal  | Principal | Principal | Principal | Principal |
| Zabryna Guevara               | Sarah Essen                    | Principal  | Principal  |            |            |            |           |           |           |           |
| Sean Pertwee                  | Alfred Pennyworth              | Principal  | Principal  | Principal  | Principal  | Principal  |           |           |           |           |
| Robin Lord Taylor             | Oswald Cobblepot / El Pingüino | Principal  | Principal  | Principal  | Principal  | Principal  |           |           |           |           |
| Erin Richards                 | Barbara Kean                   | Principal  | Principal  | Principal  | Principal  | Principal  |           |           |           |           |
| Camren Bicondova/Lili Simmons | Selina Kyle / Catwoman         | Principal  | Principal  | Principal  | Principal  | Principal  |           |           |           |           |
| Cory Michael Smith            | Edward Nygma / Riddler         | Principal  | Principal  | Principal  | Principal  | Principal  |           |           |           |           |
| Victoria Cartagena            | Renée Montoya                  | Principal  |            |            |            |            |           |           |           |           |
| Andrew Stewart-Jones          | Crispus Allen                  | Principal  |            |            |            |            |           |           |           |           |
| John Doman                    | Carmine Falcone                | Principal  | Invitado   | Recurrente | Invitado   |            |           |           |           |           |
| Jada Pinkett Smith            | Fish Mooney                    | Principal  | Invitada   | Recurrente |            |            |           |           |           |           |
| Morena Baccarin               | Leslie "Lee" Thompkins         | Recurrente | Principal  | Principal  | Principal  | Principal  |           |           |           |           |
| James Frain                   | Theo Galavan / Azrael          |            | Principal  |            |            |            |           |           |           |           |
| Jessica Lucas                 | Tabitha Galavan                |            | Principal  | Principal  | Principal  | Principal  |           |           |           |           |
| Chris Chalk                   | Lucius Fox                     | Invitado   | Principal  | Principal  | Principal  | Principal  |           |           |           |           |
| Drew Powell                   | Butch Gilzean / Solomon Grundy | Recurrente | Principal  | Principal  | Principal  |            |           |           |           |           |
| Nicholas D'Agosto             | Harvey Dent                    | Recurrente | Principal  |            |            |            |           |           |           |           |
| Michael Chiklis               | Nathaniel Barnes / El Verdugo  |            | Principal  | Principal  |            |            |           |           |           |           |
| Clare Foley                   | Ivy "Pamela" Pepper            | Recurrente | Invitada   | Invitada   |            |            |           |           |           |           |
| Maggie Geha                   | Ivy "Pamela" Pepper            |            |            | Principal  | Invitada   |            |           |           |           |           |
| Peyton List                   | Ivy "Pamela" Pepper            |            |            |            | Recurrente | Recurrente |           |           |           |           |
| Benedict Samuel               | Jervis Tetch / Sombrerero Loco |            |            | Principal  | Recurrente | Invitado   |           |           |           |           |
| Crystal Reed                  | Sofia Falcone                  |            |            |            | Principal  |            |           |           |           |           |
| Alexander Siddig              | Ra's al Ghul                   |            |            | Invitado   | Principal  |            |           |           |           |           |

## Episodios
| Temporada | Temporada | Episodios | Episodios | Emisión original         | Emisión original    |
| Temporada | Temporada | Episodios | Episodios | Primera emisión          | Última emisión      |
| --------- | --------- | --------- | --------- | ------------------------ | ------------------- |
|           | 1         | 22        | 22        | 22 de septiembre de 2014 | 4 de mayo de 2015   |
|           | 2         | 22        | 22        | 21 de septiembre de 2015 | 23 de mayo de 2016  |
|           | 3         | 22        | 22        | 19 de septiembre de 2016 | 5 de junio de 2017  |
|           | 4         | 22        | 22        | 21 de septiembre de 2017 | 17 de mayo de 2018  |
|           | 5         | 12        | 12        | 3 de enero de 2019       | 25 de abril de 2019 |

## Desarrollo
En septiembre de 2013, FOX anunció que había decidido prescindir del tradicional piloto y que había encargado una serie de episodios de la serie Gotham, para ser escrita y producida por Bruno Heller (Roma, The Mentalist). Posteriormente, se designó a Danny Cannon como director del proyecto.
Hablando sobre la serie en TCA en 2014, el presidente de Fox, Kevin Reilly, describió Gotham "no sólo cómo una serie sobre un compañero de Batman, sino que respaldará la cronología de la historia del superhéroe". Asimismo, añadió que sería independiente de cualquier "universo cinematográfico" que DC estuviese tratando de construir con sus películas.
El 14 de enero de 2014, surgieron rumores de que el actor de Sons of Anarchy y Terriers, Donal Logue, interpretaría a Gordon en la serie. El propio Logue negó dichos rumores en Twitter. Al día siguiente, se aclaró que el personaje que había sido ofrecido a Logue era en realidad el del mentor de Gordon, el detective Harvey Bullock. Su contratación se confirmó un mes después. El 8 de febrero del 2014, el actor Ben McKenzie fue elegido como James Gordon. Tres días después, se añadieron al reparto Lord Taylor, Pertwee, Guevara y Richards. Pinkett Smith fue anunciada el 19 de febrero como Fish Mooney, personaje creado originalmente para la serie. El 4 de marzo del 2014, FOX anunció a los actores que interpretarían a los jóvenes Bruce Wayne (David Mazouz) y Selina Kyle (Camren Bicondova).

## Promoción y estreno
El episodio piloto fue emitido en la Convención Internacional de Cómics de San Diego de 2014.